# Летописец небесных знамений
«Летописец небесных зна́мений» — памятник русской литературы начала XVII века, входящий в состав Сборника II, 119 (24.5.32), хранящегося в Рукописном отделе Библиотеки РАН, в собрании И. И. Срезневского. Рукопись опубликована Г. В. Маркеловым благодаря финансовой поддержке К. А. Бабкина.

## Публикация и исследования
В начале 2000-х годов Г. В. Маркелов впервые обратил внимание на лицевой рукописный сборник-конволют «Летописец знамений» энциклопедического содержания, хранящийся с середины XIX века в Рукописном отделе Библиотеки Академии наук, в собрании учёного-слависта И. И. Срезневского. Рукопись входит в состав другого конволюта — Сборника II, 119 (24.5.32). Г. В. Маркелов написал ряд научных статей, в которых анализировался этот манускрипт. Исследование было осуществлено при финансовой поддержке РФФИ. Двухтомник вышел под тремя грифами: Института русской литературы (Пушкинский Дом) РАН, Санкт-Петербургского института истории РАН, Библиотеки Российской академии наук.
«Летописец знамений» факсимильно воспроизведён в первом томе монографии Г. В. Маркелова. Во втором томе сделана научная публикация древнерусского текста. Том предваряет «Предисловие», в котором сделано палеографическое и кодикологическое описание рукописи, обзор её содержания и иллюстраций (сюжеты, графические композиции, иконографические традиции, техники исполнения), устанавливаются источники текста, обобщаются сведения об авторе-составителе сборника, история бытования и изучения памятника книжности. В общей части второго тома произведено постатейное описание рукописи. Больше половины тома занимают развёрнутые историко-литературные и исторические комментарии, содержащие палеографический и кодикологический анализ текста. Комментарии дополняют свыше 500 иллюстраций. Пояснения к текстам включают их атрибуции, историко-литературные и исторические комментарии. Историко-культурное и историко-литературное значение «Летописца небесных зна́мений…» определяется богатством его содержания, художественным обликом, множеством привлечённых источников для более чем 270 повествовательных, полемических, учительных и других содержащихся в нём статей.
Вопрос об авторе рукописи до сих пор остаётся открытым. Однако судя по содержанию манускрипта, им является проживавший в Казани книжник-иконописец и энциклопедист, принадлежавший, по-видимому, к белому духовенству и имевший связи с Архиерейским домом.
Автор рукописи много уделял внимания описанию различной экзотики и курьёзам, к различным удивительным случаям, чудесам, рассказам о монстрах, о баснословных и реальных животных. Он имел склонность к описанию известных ему, а также зафиксированных в книжных памятниках катастрофических событий: землетрясений, извержений вулканов, наводнений, крупных эпидемий, моров, чудесных зна́мений. Свой труд он проиллюстрировал почти семьюдесятью зарисовками: контурными рисунками комет, затмений Солнца и Луны, пятен на Солнце, метеорных дождей, полярных сияний, огненных столпов, гало и паргелиев, шаровой молнии, изображениями растений, неизвестных в России, или мифических животных, и прочее.
Казанский книжник-энциклопедист привлёк при создании своего кодекса, как установили Г. В. Маркелов и А. В. Сиренов, чрезвычайно широкий круг самых разнообразных историографических текстов: Хронограф редакции 1512 года, Московский летописный свод конца XV века, Типографскую летопись, Никоновскую летопись, Степе́нную книгу, русский перевод Хроники Мартина Бельского, предположительно — Лыткинский хронограф начала XVII века, а также другие источники. В рукописи зафиксированы и уникальные, нигде более не описываемые события: в основном, происходившие в Казани.

Богато иллюстрированный (лицевой) кодекс — явление в рукописной традиции исключительно редкое и чрезвычайно ценное. Данной публикацией пополнился немногочисленный ряд факсимильных изданий летописных памятников русского Средневековья и раннего Нового времени (Радзивиловская летопись, XIII в.; Лицевой летописный свод XVI в.; Ремезовская летопись, конец XVII — начало XVIII вв.).
— Сазонова Л. И., доктор филологических наук, главный научный сотрудник Института мировой литературы 
имени А. М. Горького РАН.
Историко-культурное и историко-литературное значение «Летописца небесных зна́мений…» определяется богатством его содержания, художественным обликом, множеством привлечённых источников для более чем 270 повествовательных, полемических, учительных и других содержащихся в нём статей.

## Избранные иллюстрации сборника

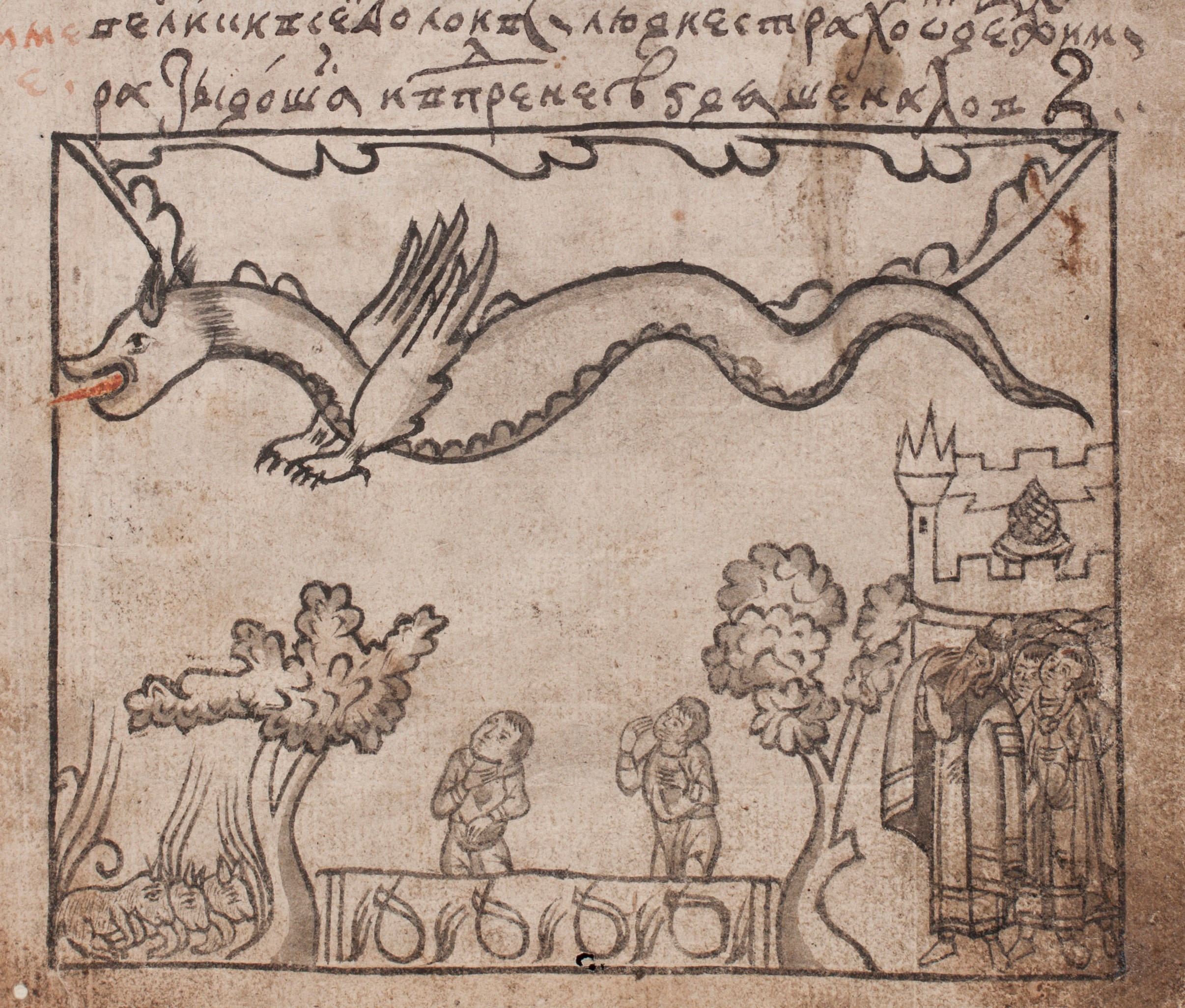
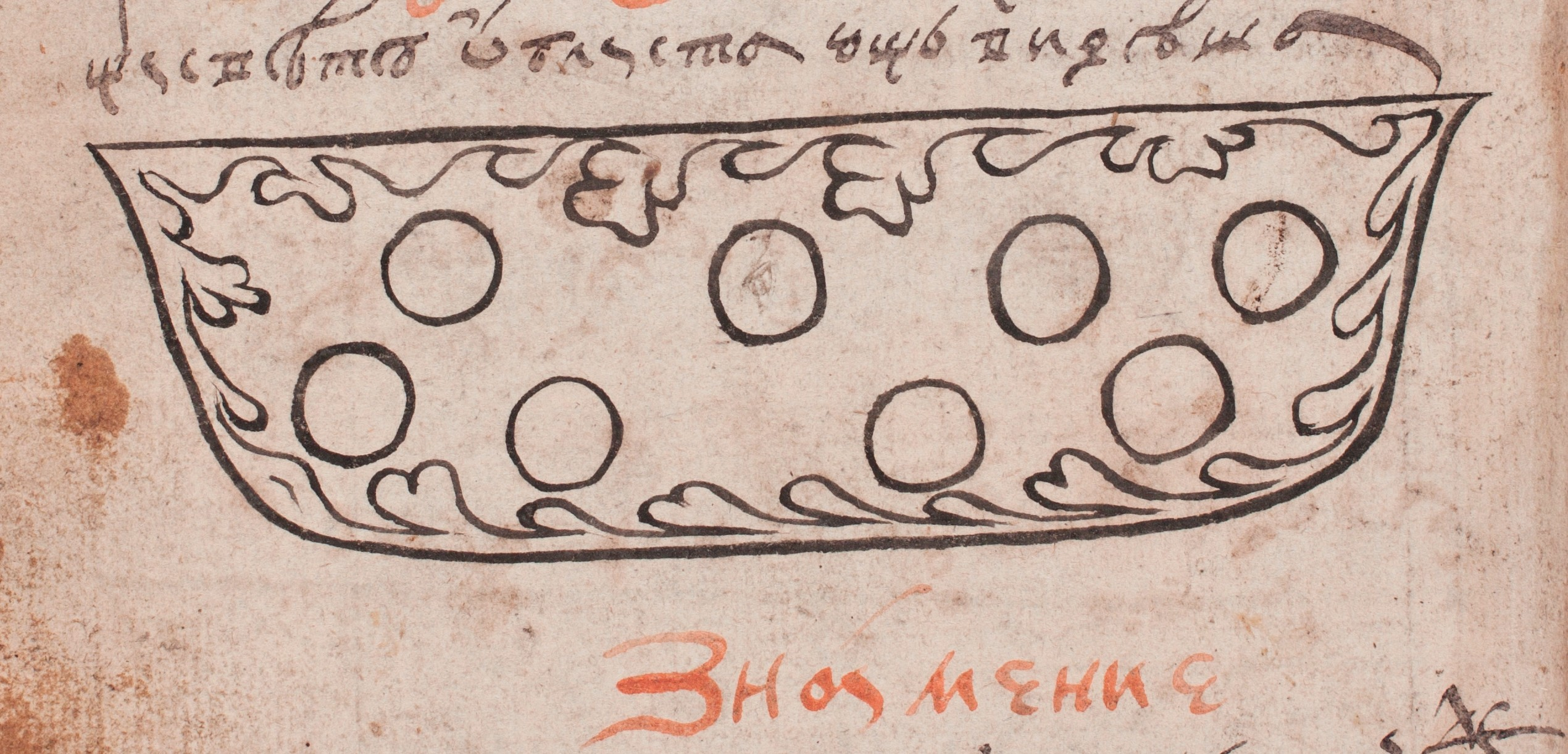
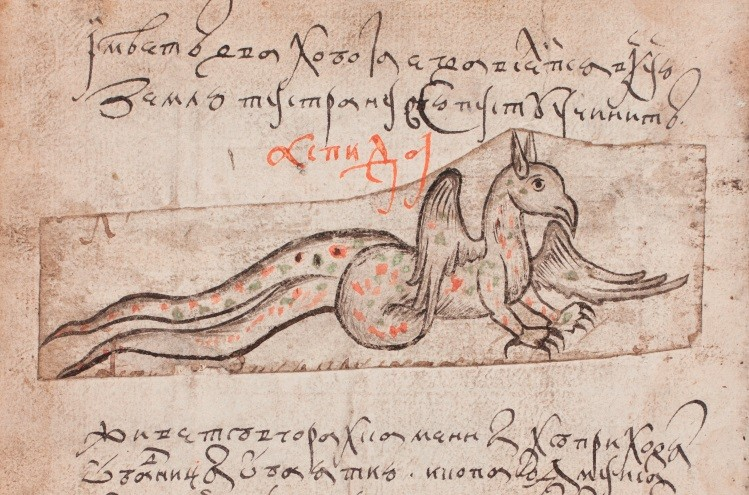
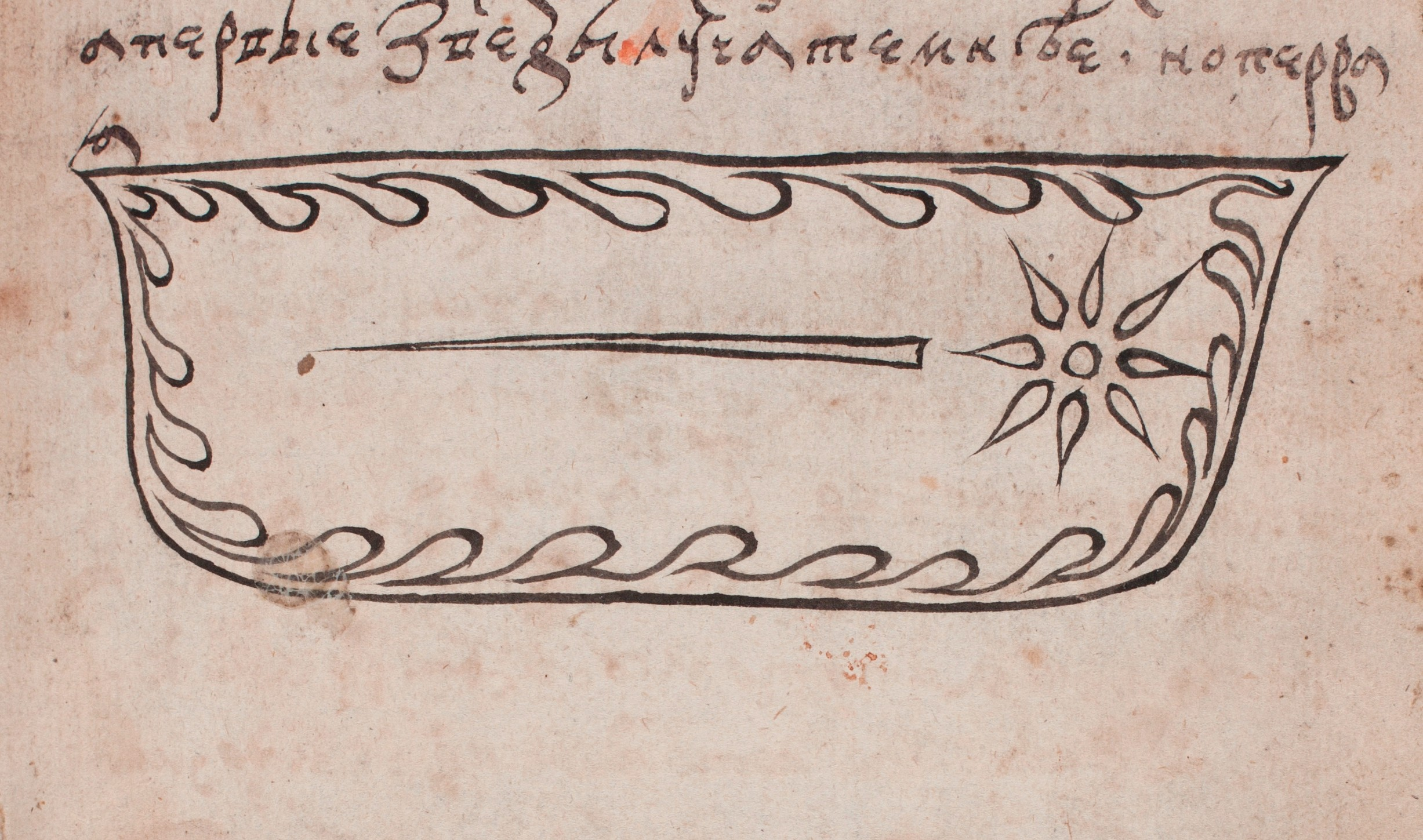
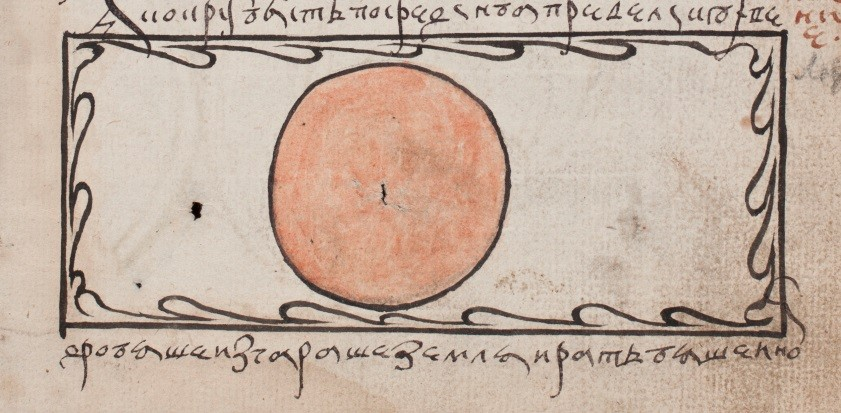
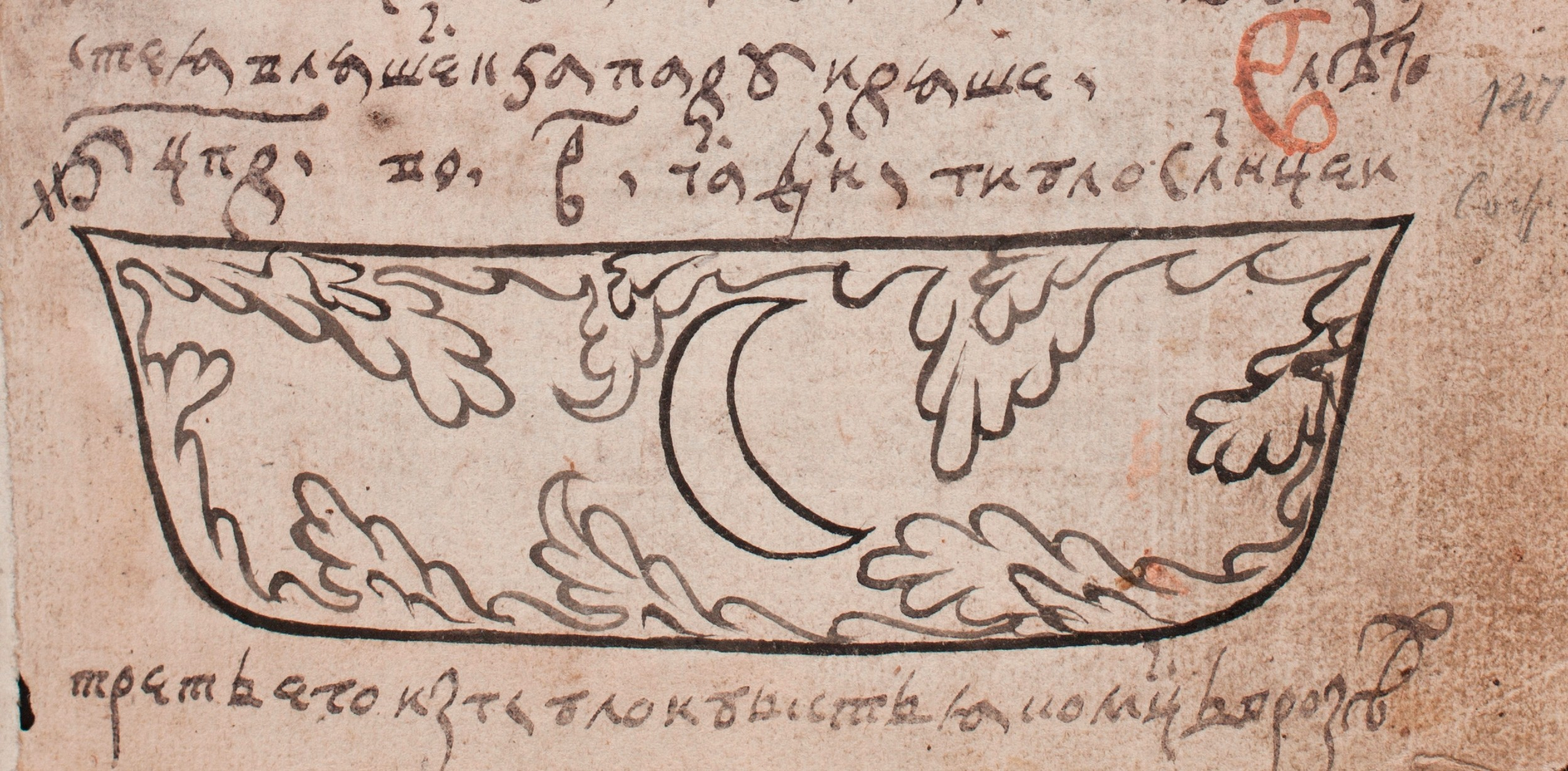
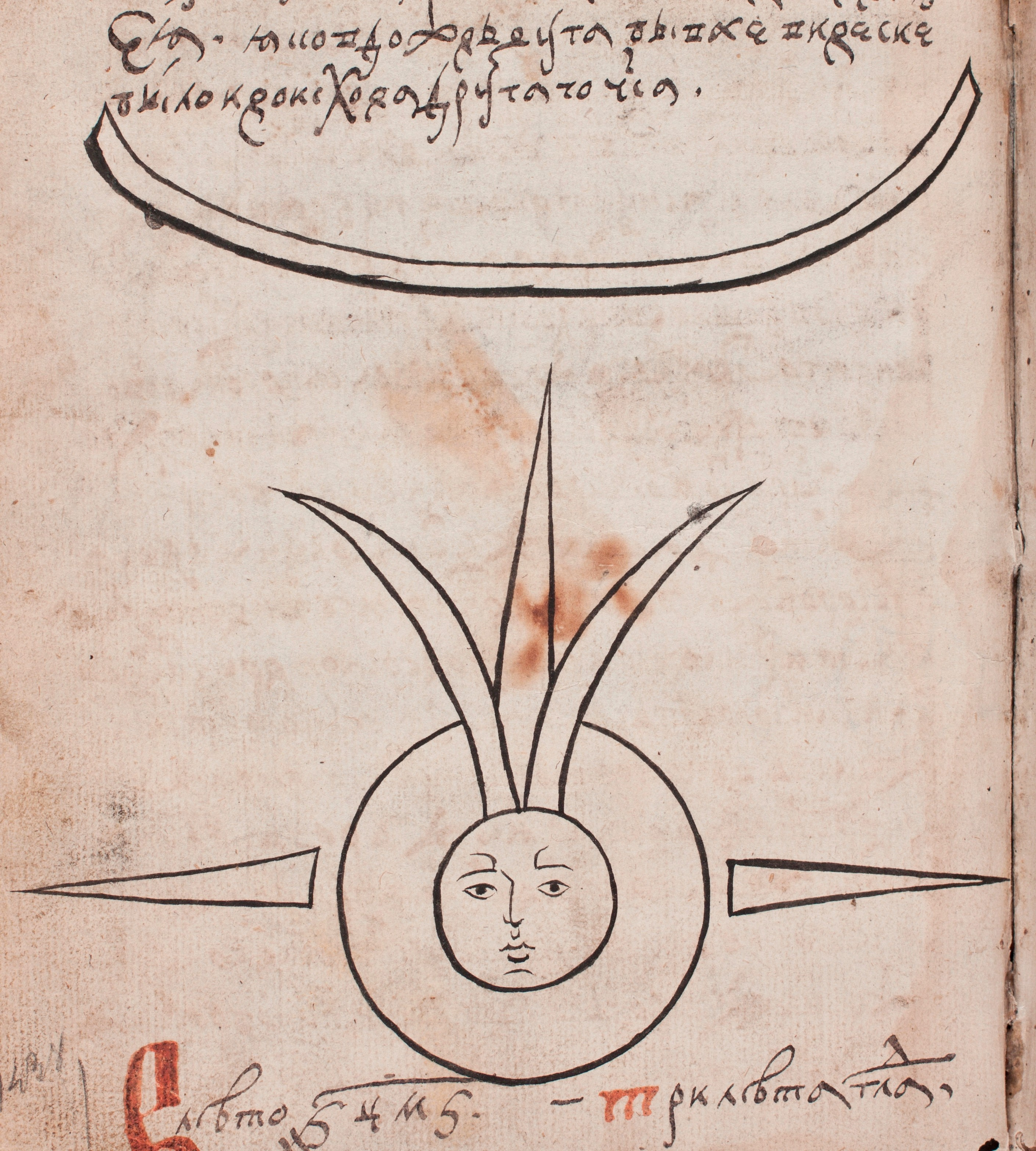
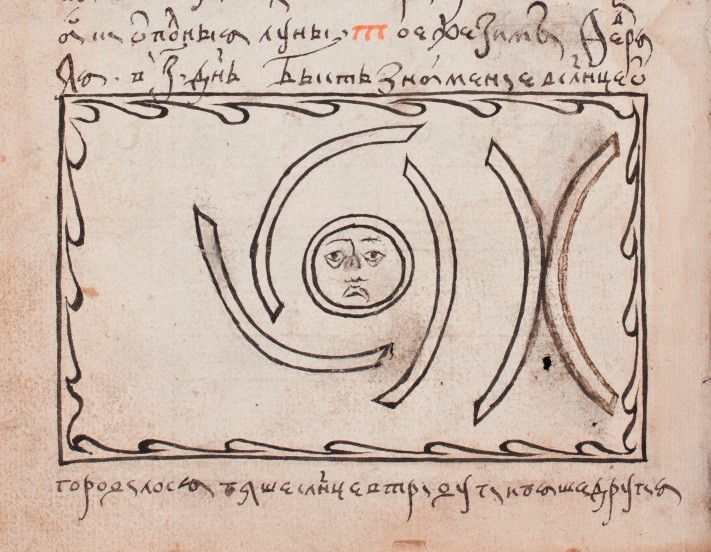
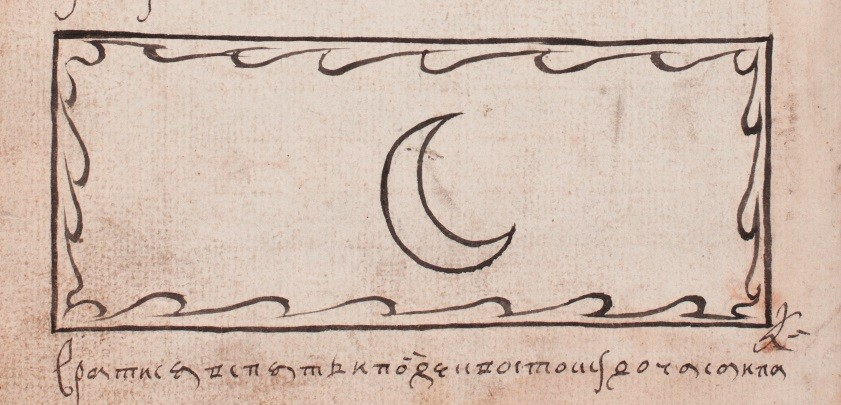
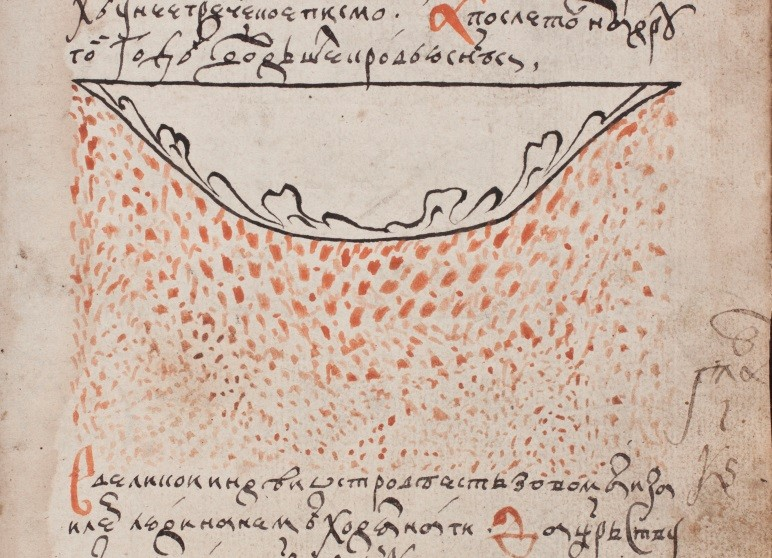
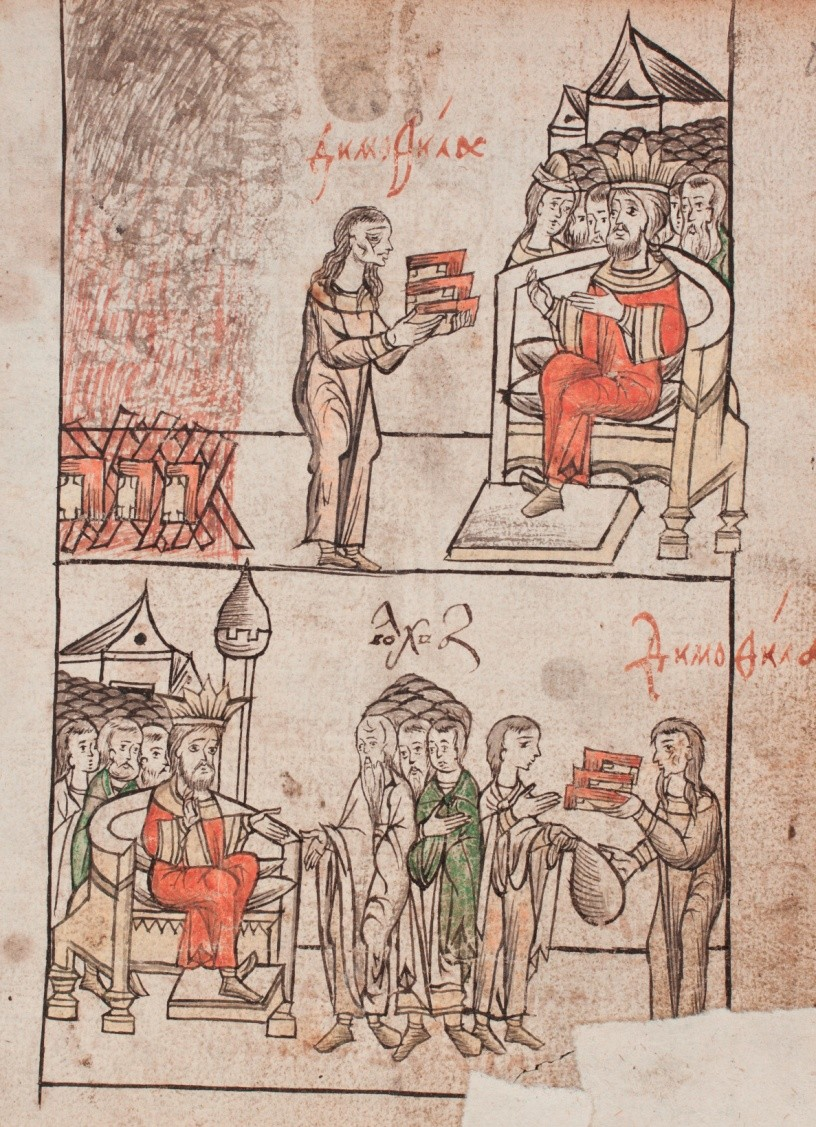
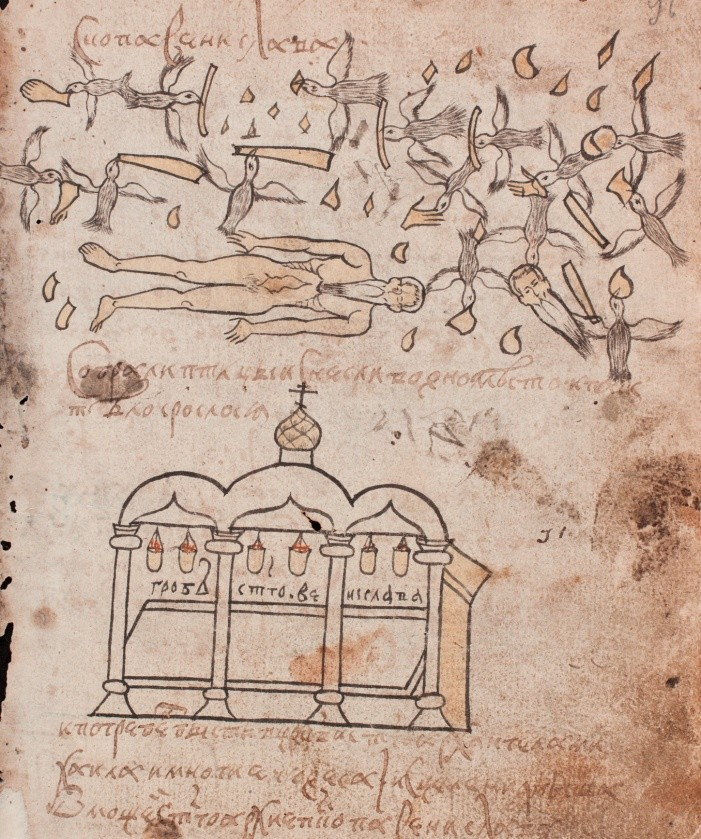
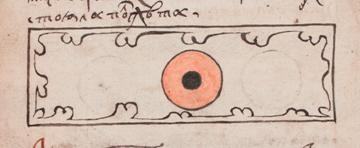
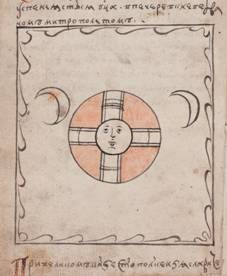
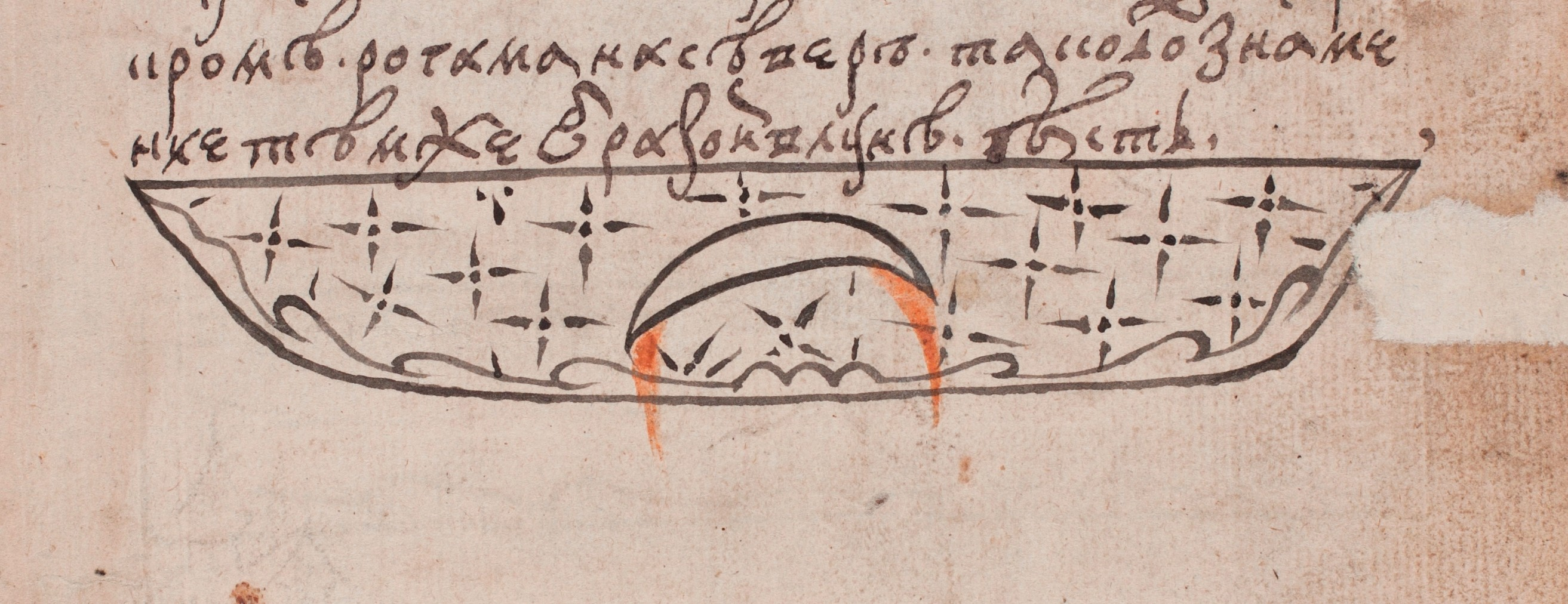
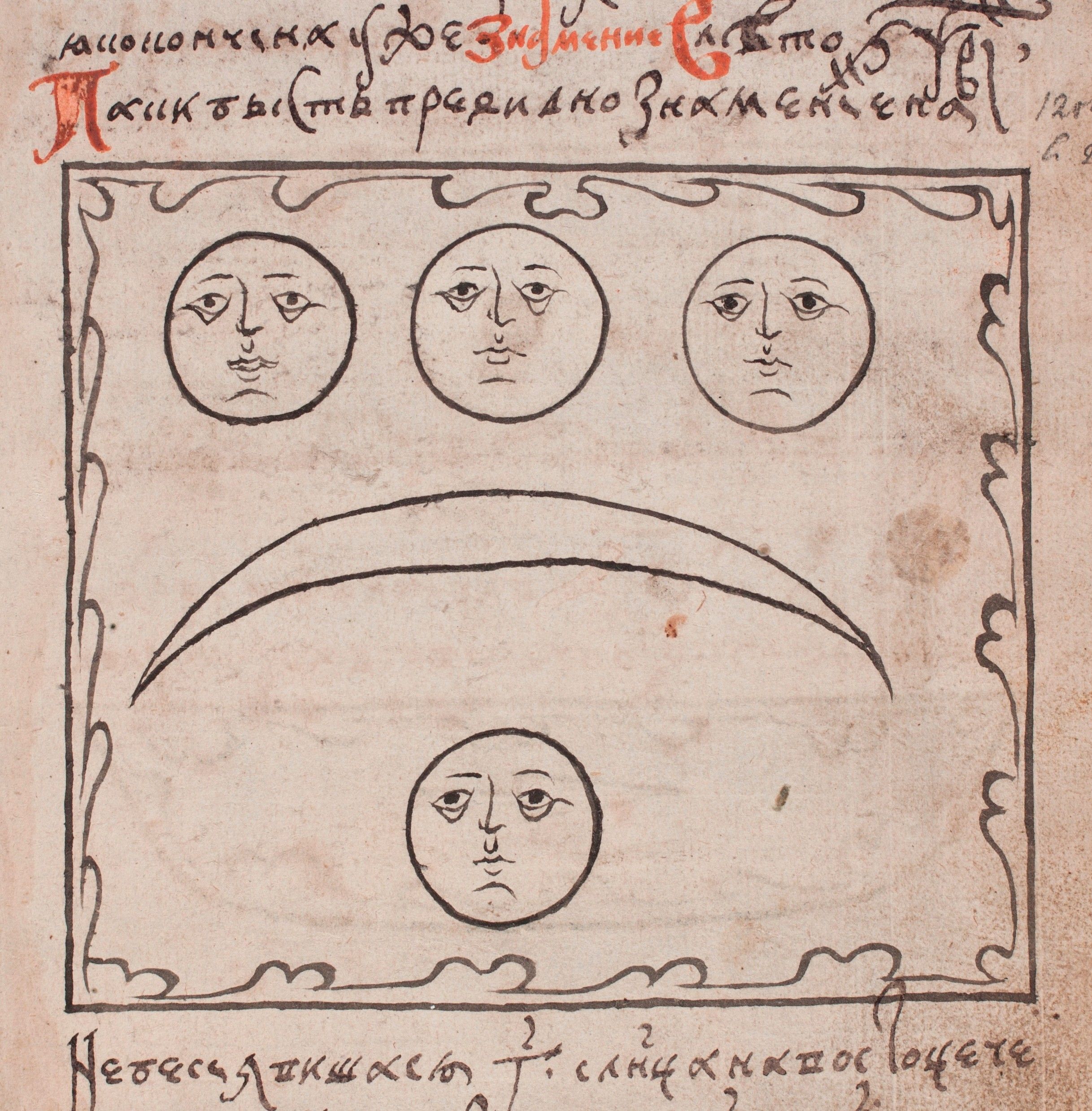
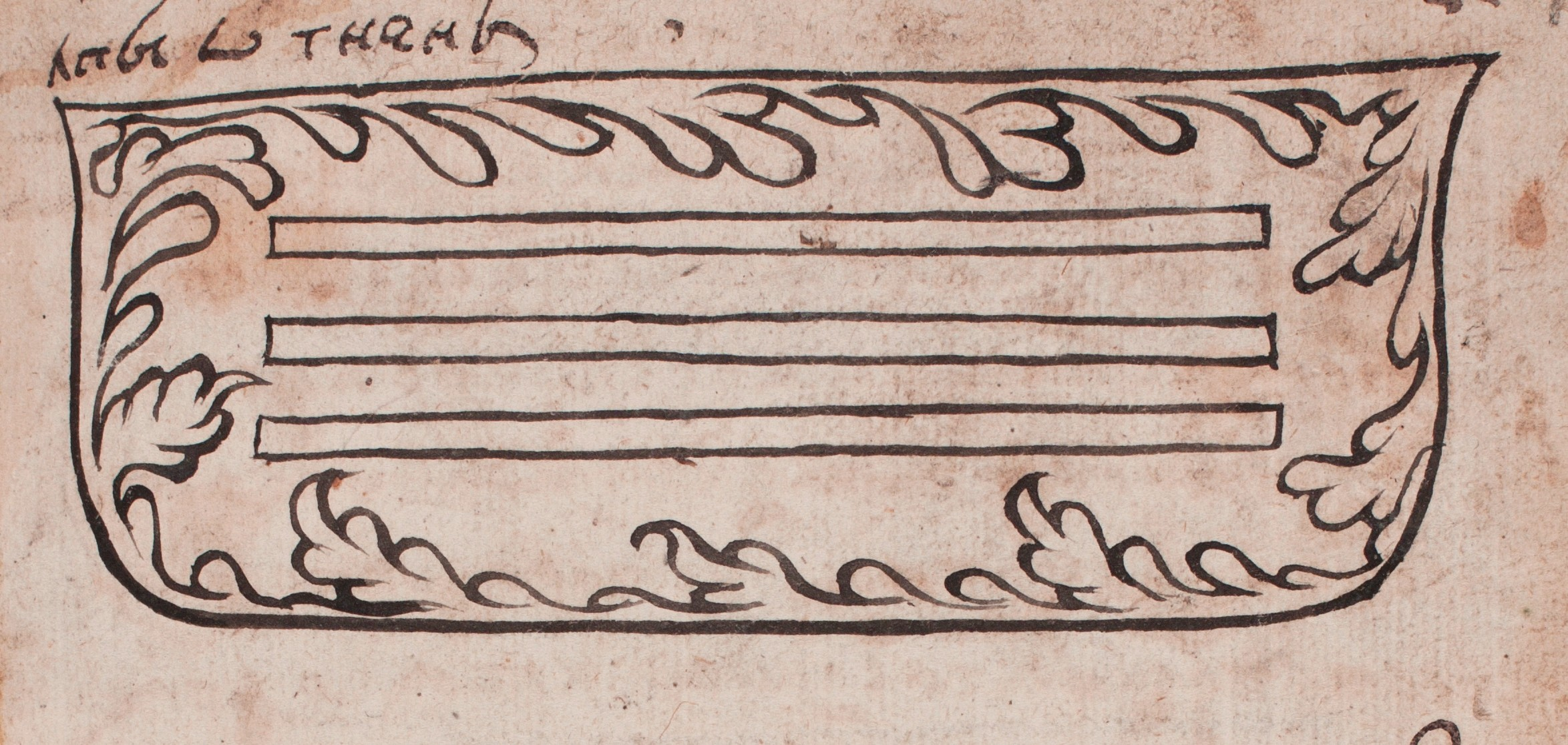
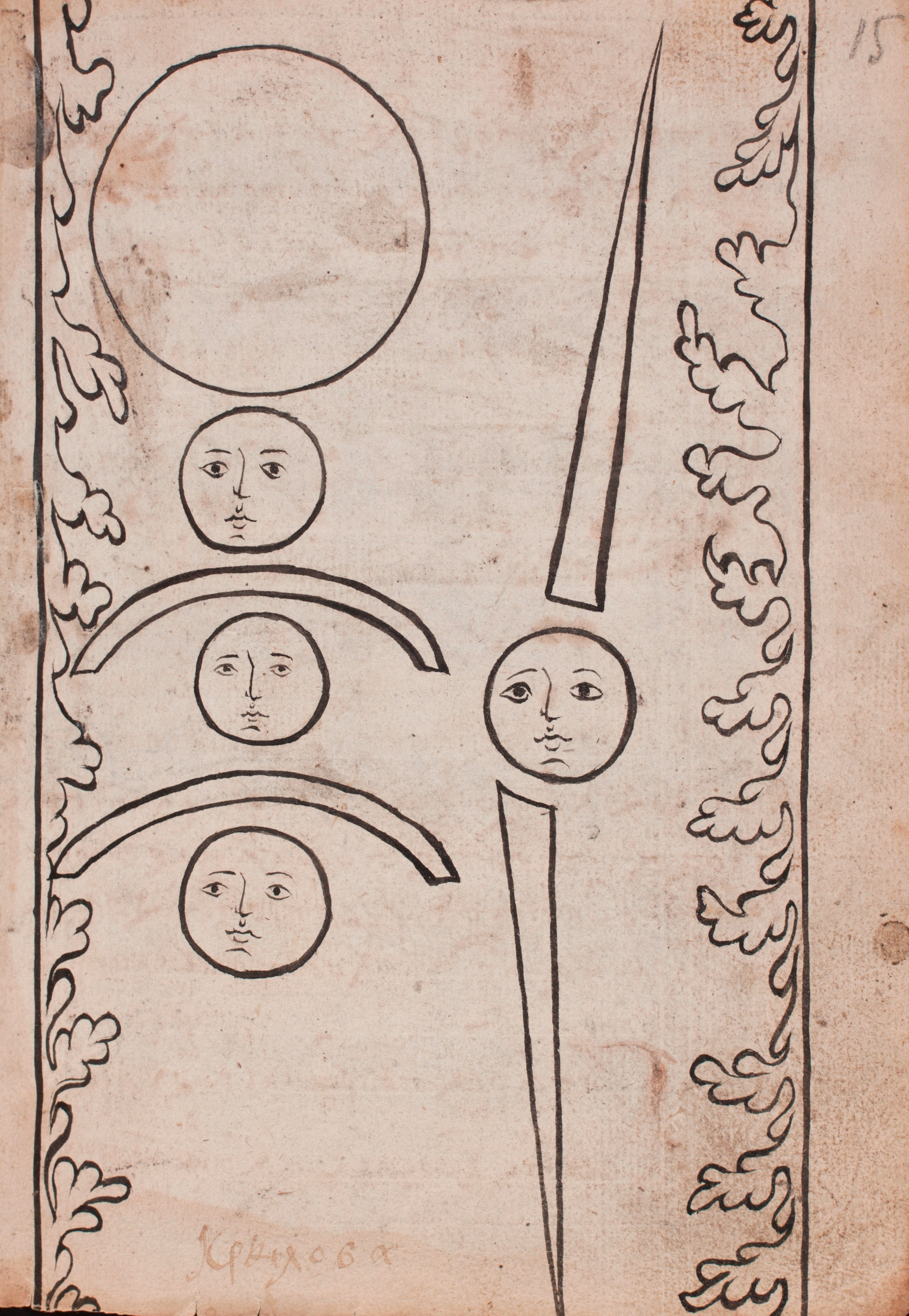
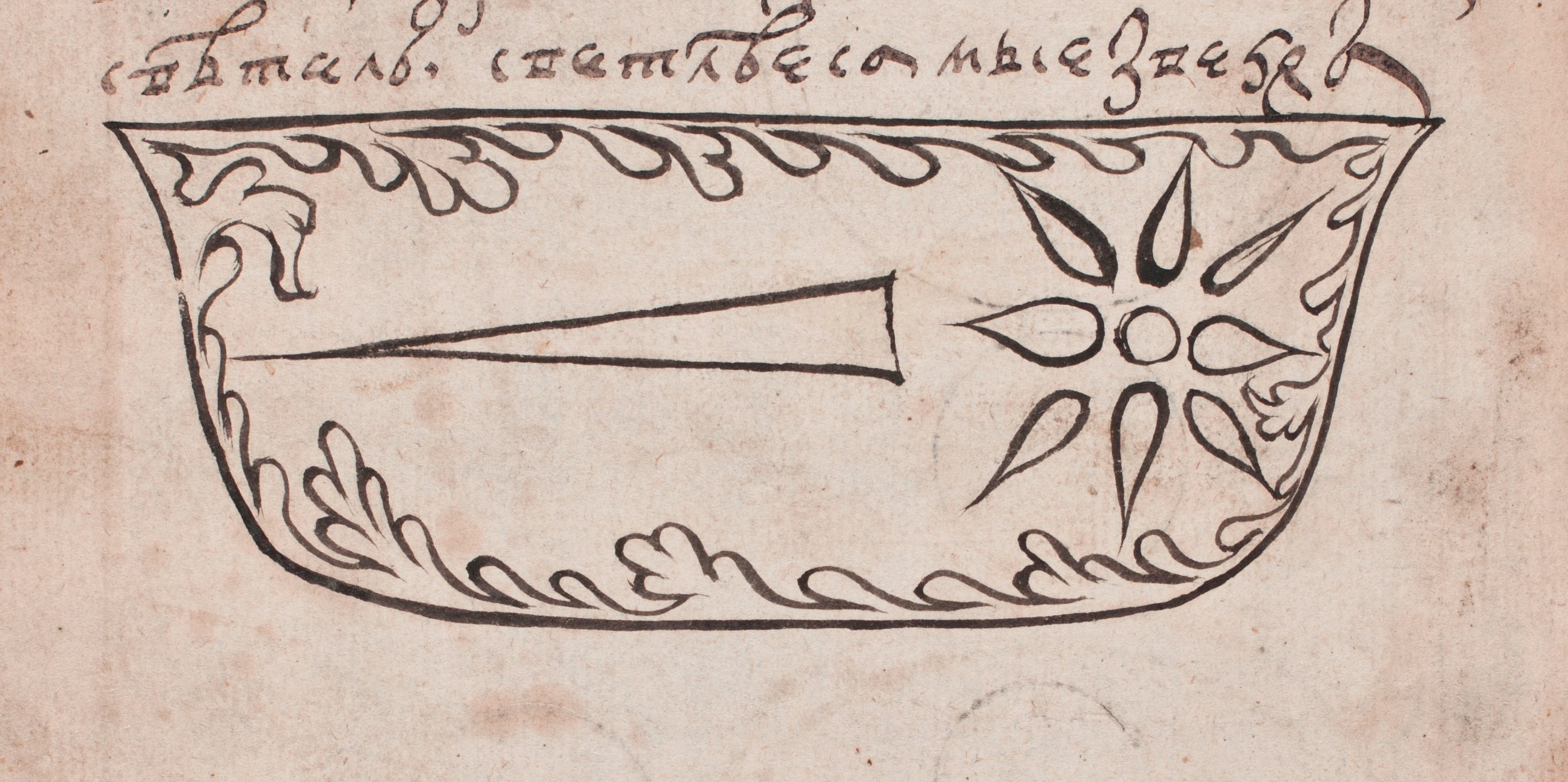
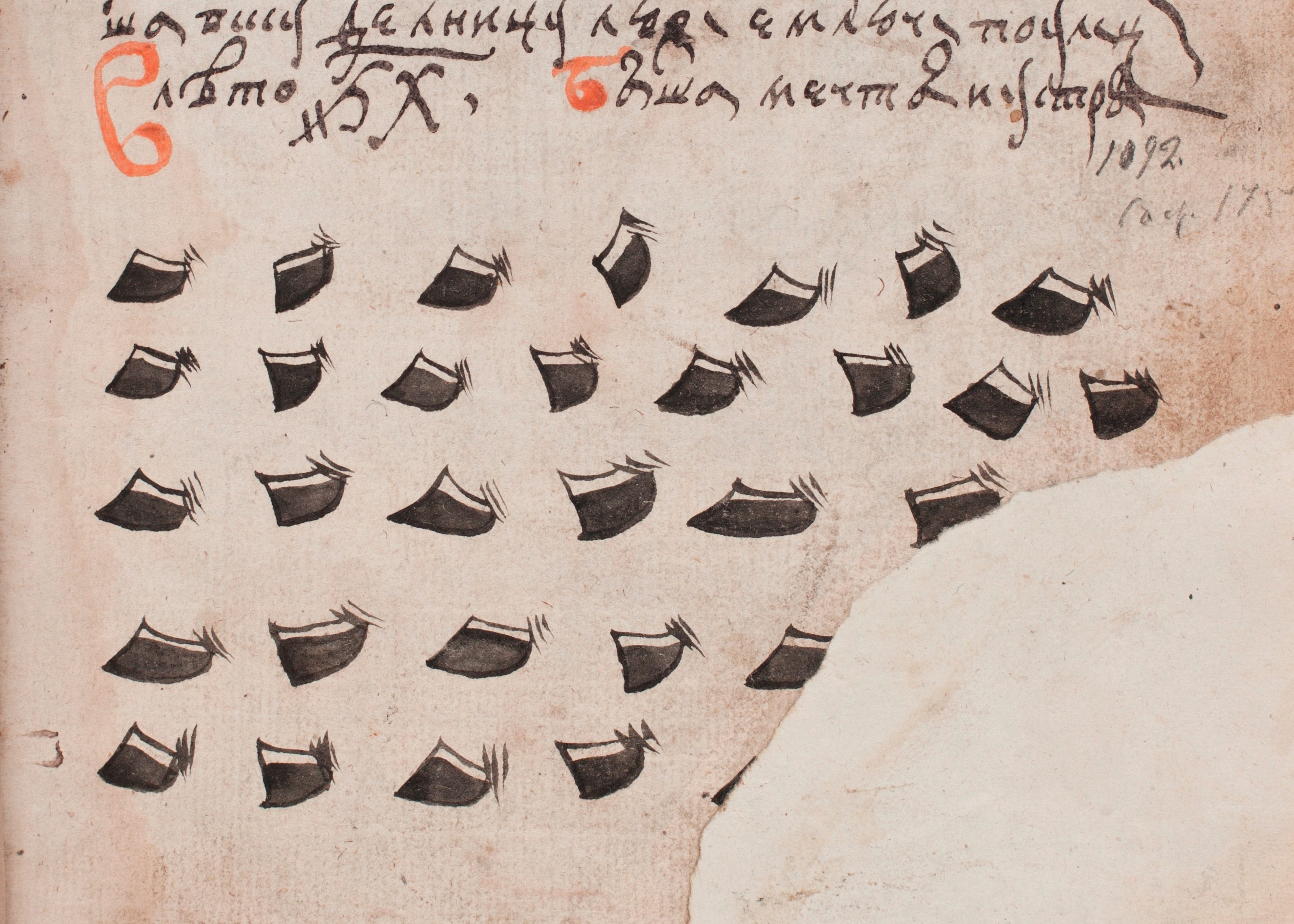
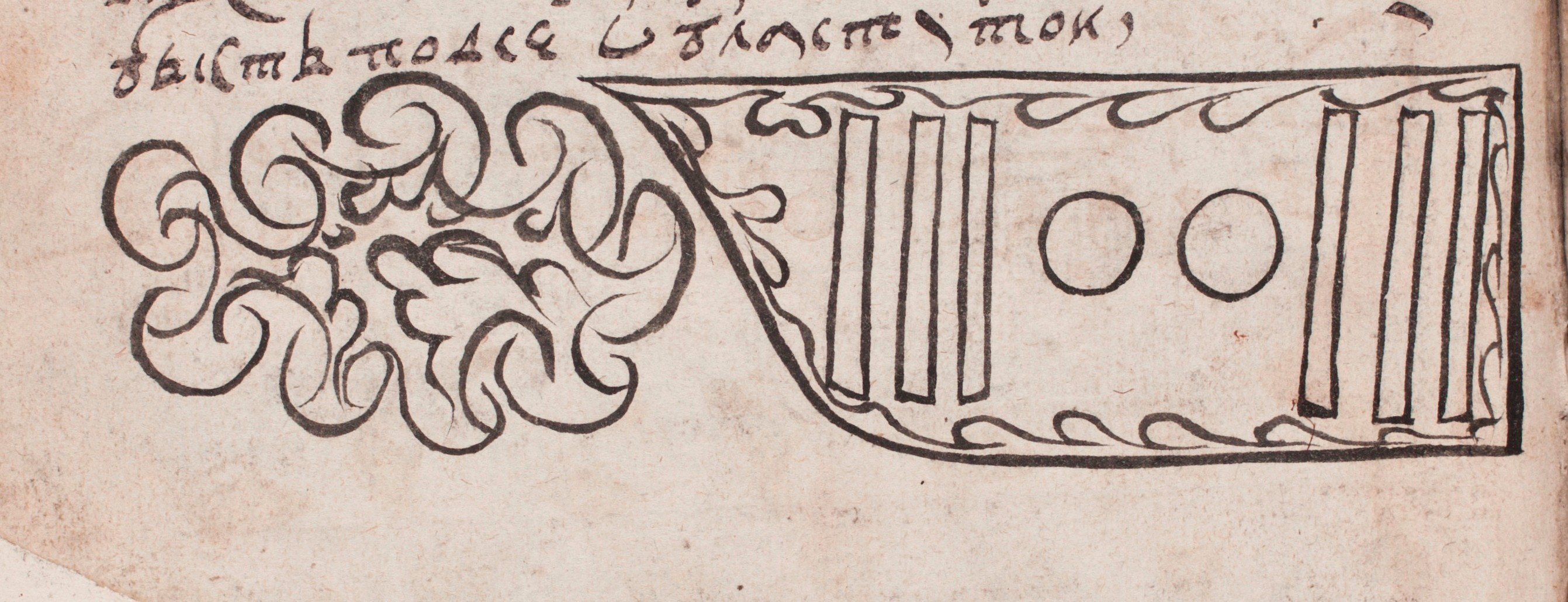
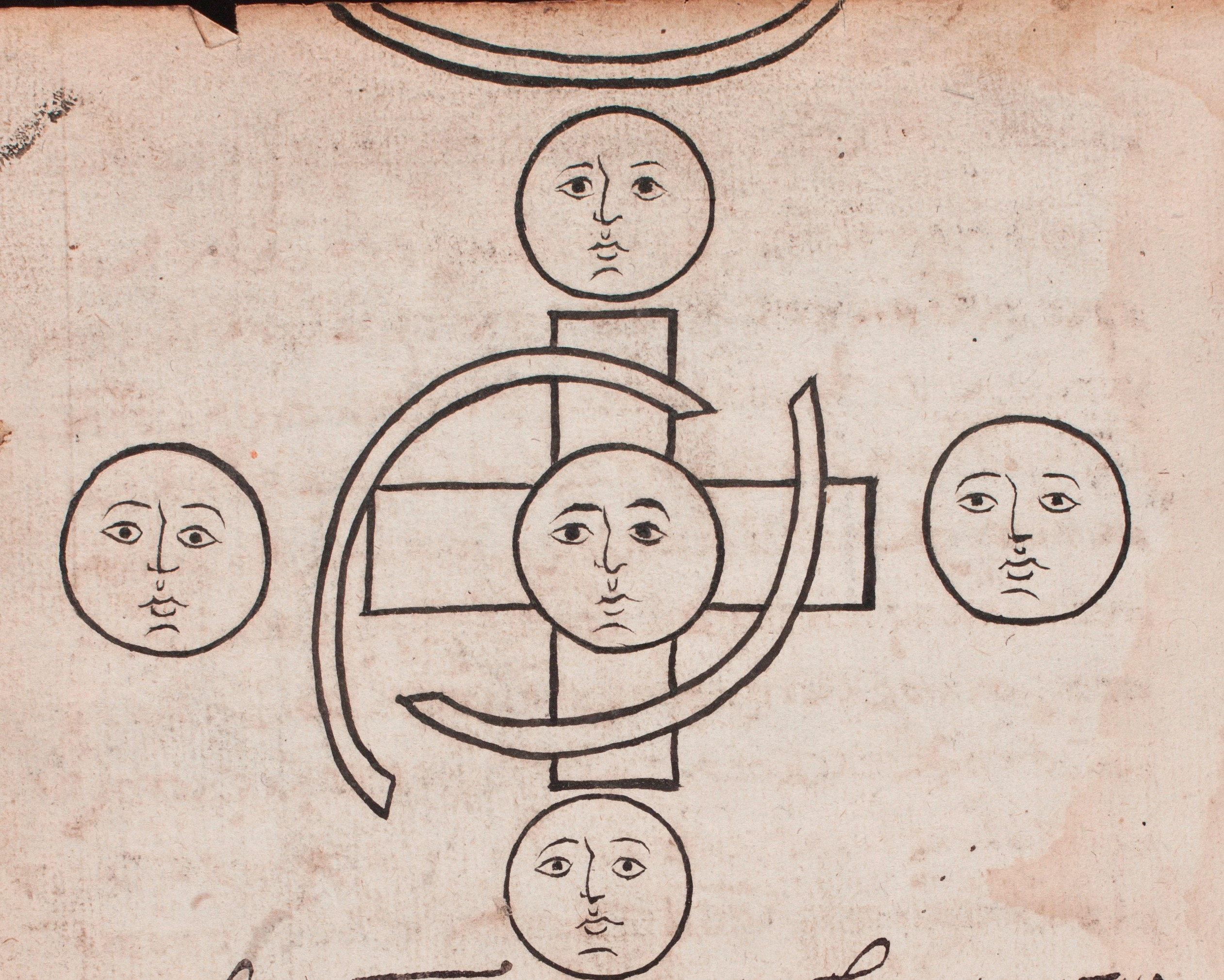
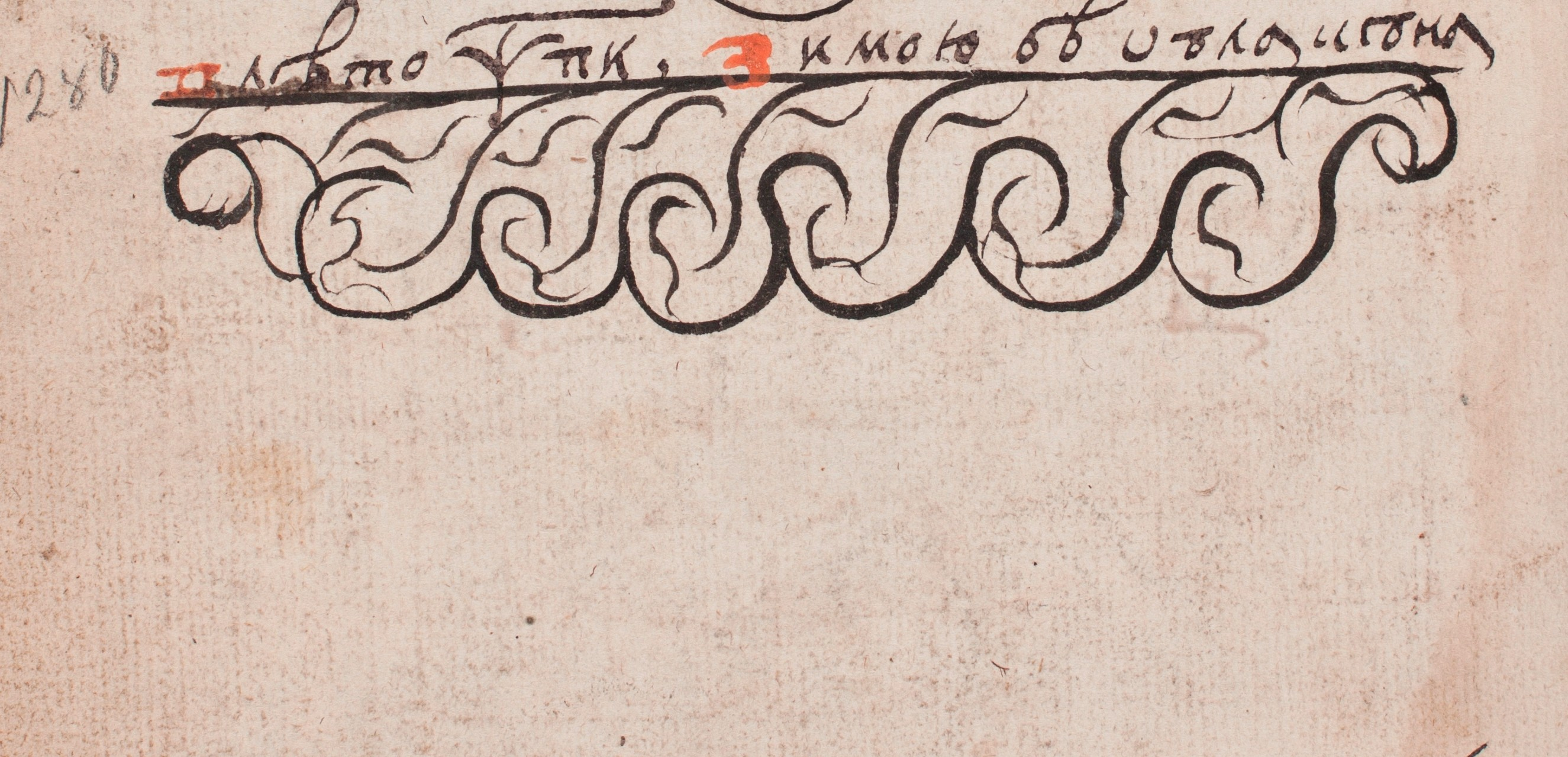
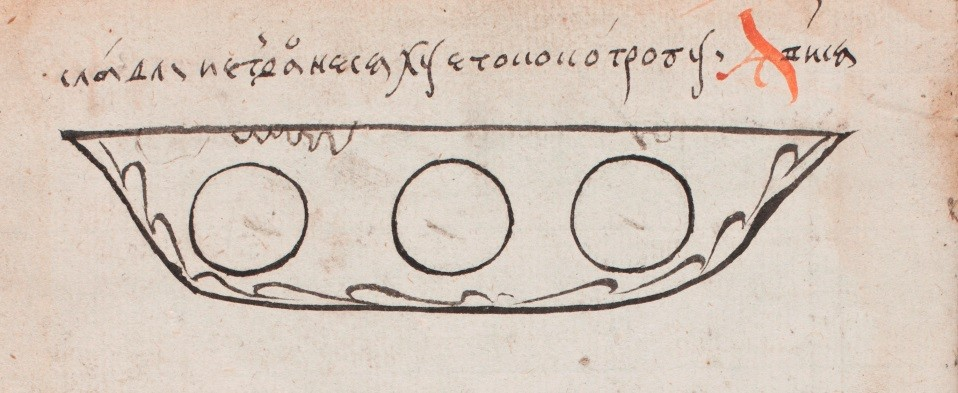
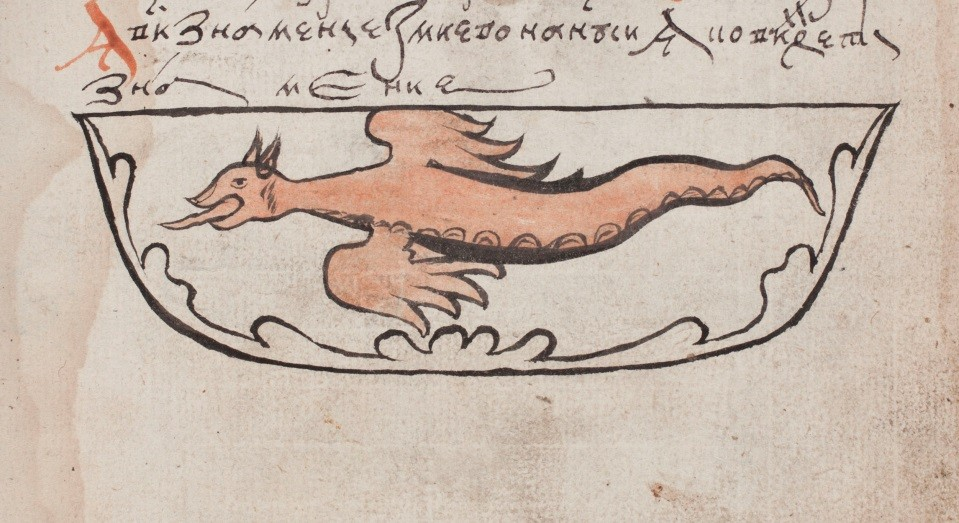